# Melanostoma tenuis
Melanostoma tenuis är en tvåvingeart som beskrevs av Matsumura 1919. Melanostoma tenuis ingår i släktet gräsblomflugor, och familjen blomflugor. Inga underarter finns listade i Catalogue of Life.